# Daniel Carlsson

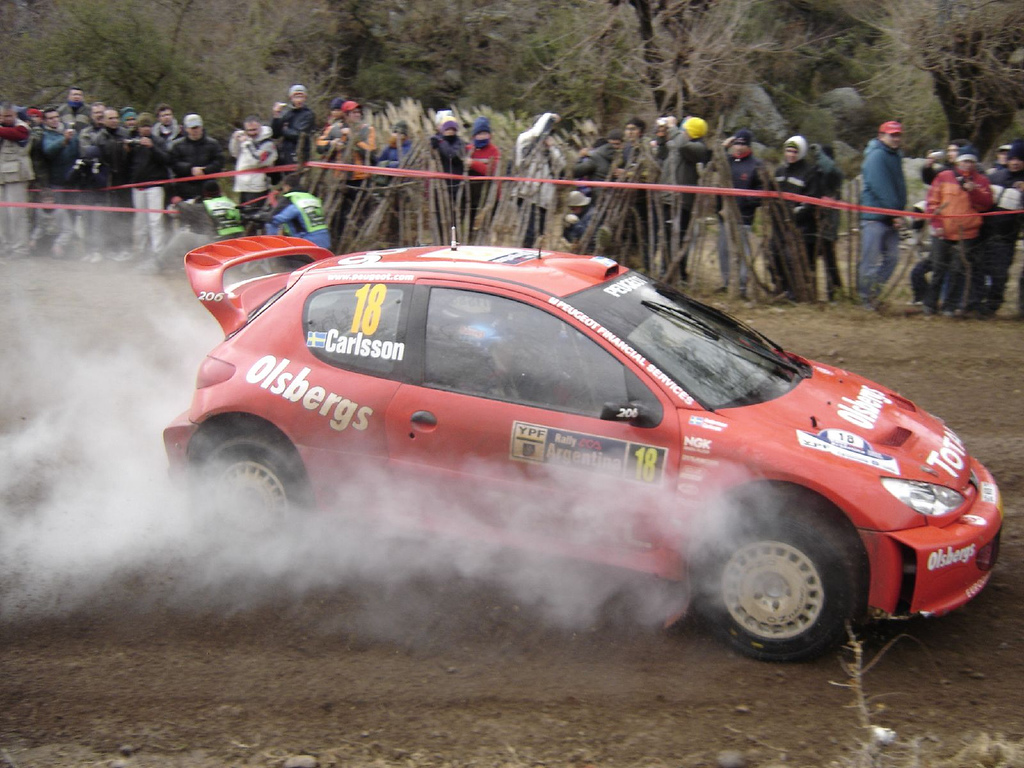
2005-ben az Argentin ralin

Daniel Carlsson (1976. június 29. –) svéd raliversenyző. Pályafutása során a rali-világbajnokság negyvenhat futamán vett részt.

## Pályafutása
Első világbajnoki versenye az 1999-es Svéd rali volt.
1999 és 2001 között a világbajnokság több európai versenyén vett részt WRC-vel, majd a 2002-es évben benevezett a junior rali-világbajnokságba. A szezon hat futamán mindössze egyszer, a Monte-Carlo-ralin ért célba. 2003-ban a bajnokság harmadik helyén végzett, megszerezte a Suzuki Ignis S1600-as versenyautó első junior világbajnoki győzelmét a finn ralin, valamint első lett Walesben is.
2004-ben nyolc világbajnoki futamon vett részt WRC-vel. Három alkalommal ért célba pontszerző helyen és a tizenkettedik helyen zárta a bajnokságot. 2005-ben újfent nyolc versenyen vett részt, ebből kettőn a Peugeot gyári csapatával. Ezt az évet öt pontjával a tizenkilencedik helyen fejezte be. 2006-ban két skandináv helyszínen, a svéd és a finn ralin indult, mindkét alkalommal egy Mitsubishi Lancer WRC-vel. Svédországban megszerezte első dobogós helyezését a világbajnokságon, miután a harmadik helyen ért célba. A finn ralin egy baleset következtében nem fejezte be a futamot. A 2007-es évben a OMV Kronos Citroen WRT csapatával négy versenyen vett részt. A négyből három alkalommal ért célba és összesen kilenc pontot gyűjtött.